# L'étoile (opera)

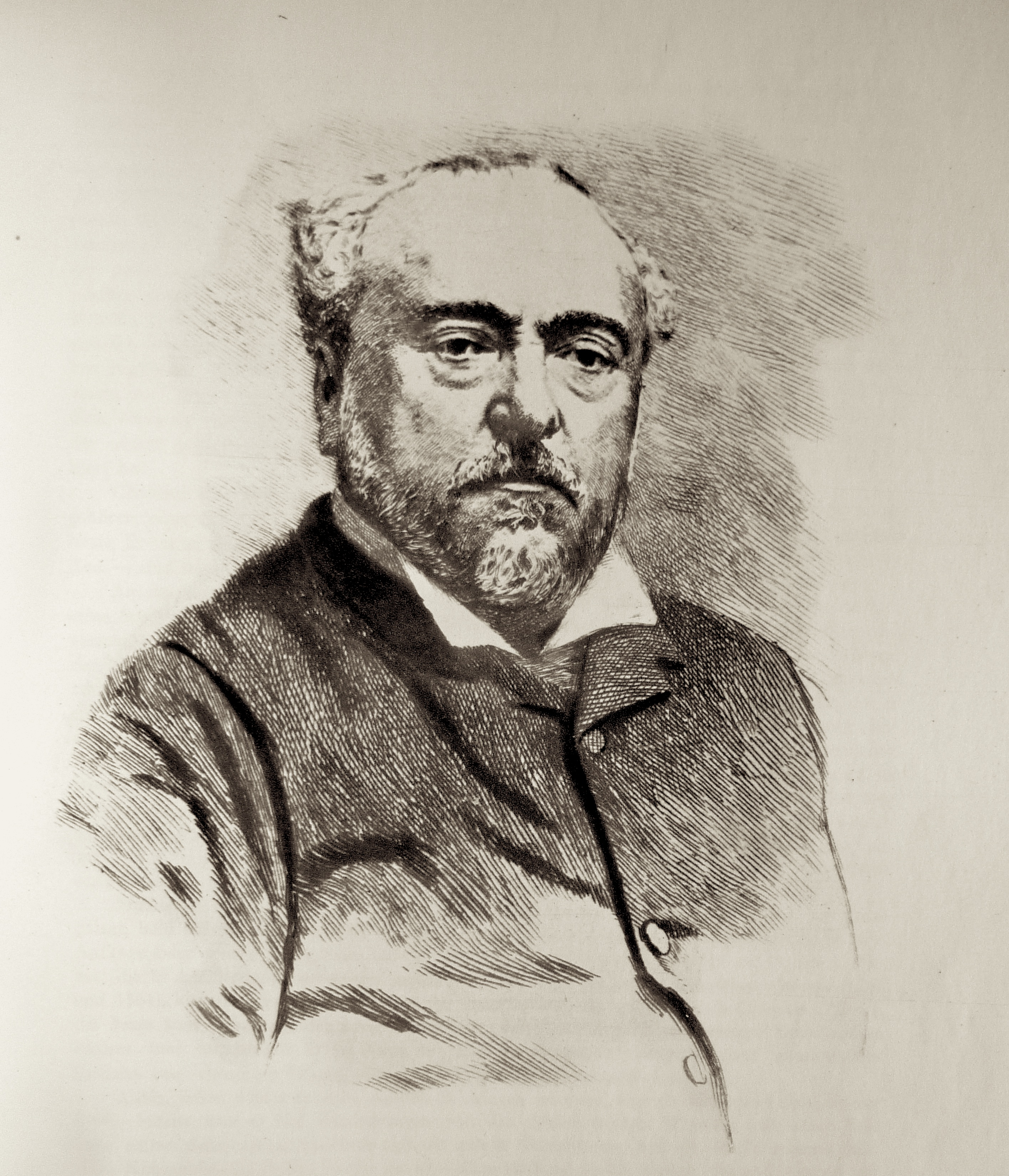
Emmanuel Chabrier

L'étoile (Stjärnan) är en fransk opera (opéra bouffe) i tre akter med musik av Emmanuel Chabrier och libretto av Eugène Leterrier och Albert Vanloo.

## Historia
Operan hade premiär den 28 november 1877 på Bouffes-Parisiens i Paris. Den lilla ansenliga teaterorkestern var inte van vid så komplicerad musik som Chabriers stycke och både orkestern och kören hade stora svårigheter med att lära sig musiken. Trots att operan spelades 40 gånger ansågs den vara en besvikelse och hördes inte av igen förrän 1941. 

## Personer

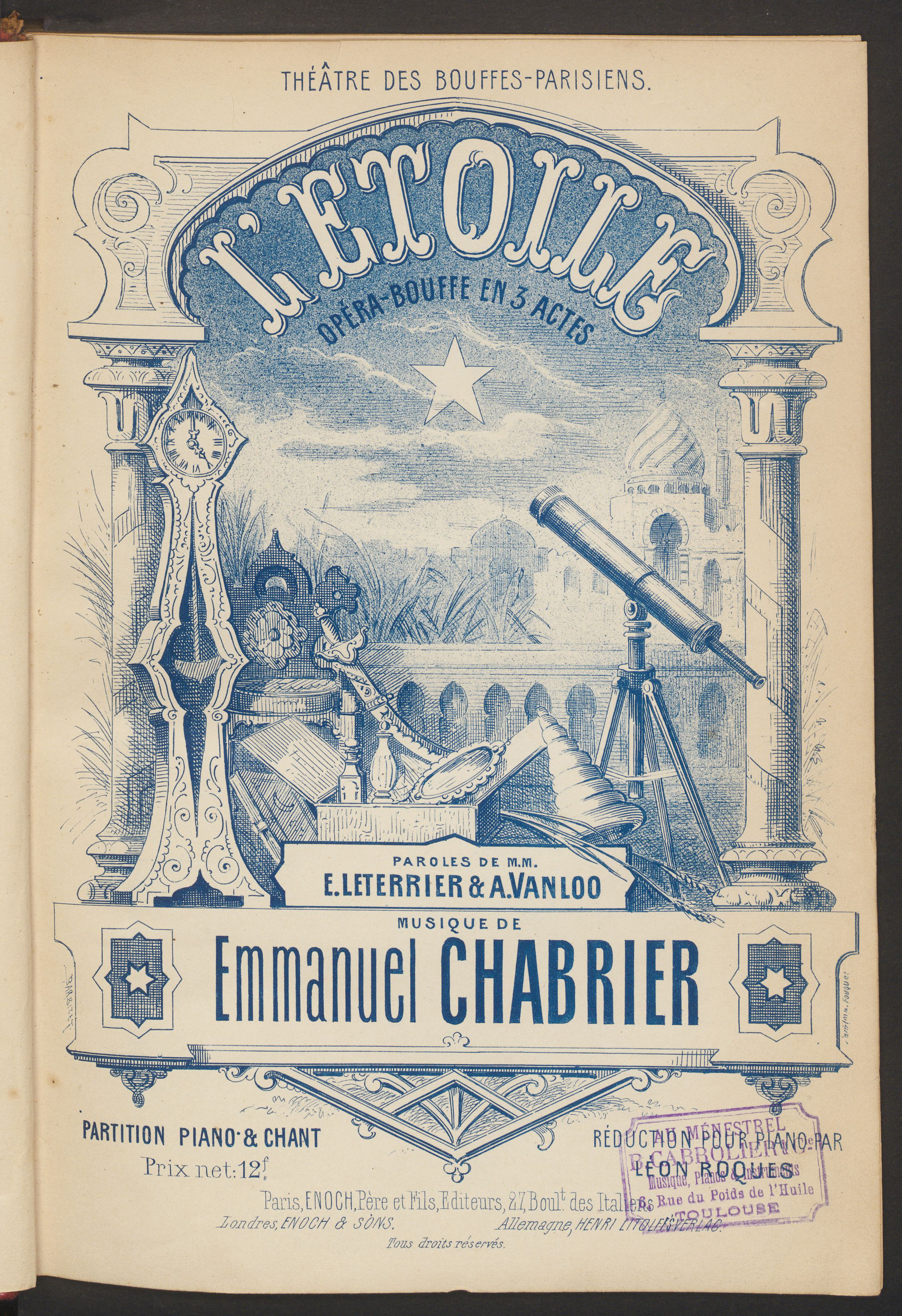
Klaverutdrag till L'étoile 1877.

- Ouf Den Förste, Kung över 36 riken (tenor)
- Siroco, astrolog (bas)
- Prins Hérisson de Porc-Epic, Ambassadör vid Mataquins hov (baryton)
- Tapioca, Hérissons sekreterare (tenor)
- Lazuli (mezzosopran)
- Prinsessan Laoula (sopran)
- Aloès, Hérissons hustru (mezzosopran)
- Oasis, Asphodèle, Youca, Adza, Zinnia, Koukouli, kammarjungfrur (sopraner, mezzosopraner)
- Polischefen (talroll)

## Handling

### Akt I
Ouf Den Förste vandrar förklädd runt i staden på jakt efter någon lämplig person att avrätta på sin födelsedag. Samtidigt kommer ett gäng andra förklädda personer. Det är prins Hérisson, hans fru Aloès, sekreteraren Tapioca och prinsessan Laoula som är dotter till grannlandets kung. Laoula låtsas vara Hérissons hustru. Deras uppdrag är att gifta bort den ovetande Laoula med Ouf. Nasaren Lazuli anländer och förälskar sig i Laoula. Ouf blir förnärmad när nasaren flirtar med de två damerna och finner äntligen en kandidat att avrätta. Just då meddelar astrologen Siroco att Oufs och Lazulis öden är intrikat inflätade i varandra. Inom 24 timmar kommer de båda att dö. Lazuli eskorteras upp till palatset.

### Akt II
Lazuli vill fly och förenas med Laoula. Ouf är fortfarande okunnig om de två kvinnornas förklädda identiteter. Han uppmuntrar de älskandes förening och låter arrestera Hérisson. Lazuli och Laoula ger sig lyckliga iväg och lämnar Aloès ensam med Ouf, till Hérissons stora förargelse. Alla missförstånd klaras upp och Hérisson önskar få nasaren skjuten. Skott hörs från sjön. Laoula förs in, men ingen Lazuli, så Ouf och Siroco inser att detta är Oufs sista dag i livet.

### Akt III
Lazuli har simmar i säkerhet och återvänder lagom för att höra när Ouf och astrologen dränker sina sorger i grön chartreuse. Kvinnorna kommer in men Lazuli nyser. Han blev förkyld när han simmade. En andra flykt planeras men Ouf återvänder. Han är angelägen att snarast producera en tronarvinge. Ett bröllop anordnas i all hast med Laoula. Men för sent. Klockan slår fem men inget händer. Ouf antar att astrologens spådom var felaktig. Polischefen anlände med Lazuli. Ouf välsignar Lazulis och Laoulas äktenskap av glädje att få vara i livet.